# Agrotis amartia
Agrotis amartia är en fjärilsart som beskrevs av Karl Schawerda 1911. Agrotis amartia ingår i släktet Agrotis och familjen nattflyn. Inga underarter finns listade i Catalogue of Life.